# Гимназия святого Михаила Архангела (Словакия)
Гимназия святого Михаила Архангела (словац. Gymnázium sv. Michala Archanjela) — общеобразовательная церковная гимназия в западнословацком городе Пьештяны. Названа в честь Михаила Архангела.
Гимназия основана 1 сентября 1992 года Трнавским архиепископством. Является средним общеобразовательным учебным заведением полного дня. На 10 сентября 2012 года в гимназии обучалось 139 учащихся в шести классах всех четырёх лет обучения.

## История
Здание школы было построено в 1754 году. К этому же году относится и первое упоминание о существовании Римско-католической народной школы в городе Пьештяны. В 1831 году был надстроен второй этаж. В 1928 году к зданию был пристроен спортивный зал «Орловня» (Orlovňa), который во времена Первой словацкой республики использовала организация «Словацкая католическая молодёжь». В 1954 году здание было передано государству. Позже в нём разместилась начальная школа. В 1992 году была основана гимназия святого Михаила Архангела. В 2003 году прошла реконструкция здания, было расширено северное крыло. 28 февраля 2013 года гимназия отметила своё 20-летие.

## Директора гимназии
- 1992—1995 — Войтех Фило
- 1995—2000 — Анна Клчованска
- 2000—настоящее время — Моника Мелихачова

## Внешние ссылки
- Веб-страница школы